# 스파이 키드: 아마겟돈
《스파이 키드: 아마겟돈》(영어: Spy Kids: Armageddon)은 2023년 공개된 미국의 첩보 액션 코미디 영화이다. 로버트 로드리게스가 감독과 공동 각본을 맡았다. 스파이 키드 영화 시리즈 리부트 작품이다.

## 줄거리
부모님이 스파이라는 걸 모르는 어린 남매가 부지불식간에 한 사악한 게임 개발업자가 전 세계 모든 기술을 훔치는 데 일조한다. 이제 아이들은 본인들이 직접 스파이가 되어 부모님과 세상을 구하려 한다.

## 출연
- 지나 로드리게스 - 노라 토레즈 역
- 재커리 리바이 - 테런스 탱고 역
- 코너 에스터슨 - 앤토니오 "토니" 탱고토레즈 역
- 에벌리 카개닐라 - 퍼트리샤 "패티" 탱고토레즈 역
- D. J. 코트로나 - 데블린 역
- 빌리 매그너슨 - 레이 "더 킹" 킹스턴 역
- 로버트 로드리게스